# The Oval (Belfast)
The Oval è uno stadio di calcio situato nella città di Belfast.
Sin dal 1892 è la sede delle partite casalinghe della squadra del Glentoran. Nel 1903 lo stadio venne ricostruito e il campo da gioco fu girato di 90°.
Nel 1941 lo stadio fu danneggiato dai bombardamenti e rimase inagibile sino al 1949 quando fu ricostruito anche grazie all'aiuto finanziario di altri club.
Le attuali tribune dello stadio furono costruite nel 1953.